# فران أمادو
فران أمادو (بالإسبانية: Fran Amado)‏ هو لاعب كرة قدم إسباني، ولد في 1 يونيو 1984 في الجزيرة الخضراء في إسبانيا. لعب مع بوليديبورتيفو إيخيذو ونادي ألباسيتي ونادي أوريويلا ونادي بونتيفيدرا ونادي سبتة.

## وصلات خارجية
- فران أمادو على موقع قاعدة بيانات كرة القدم.إي يو (الإنجليزية)
- فران أمادو على موقع Soccerway.com (الإنجليزية)